# Philo (Illinois)
Philo é uma vila localizada no estado americano de Illinois, no Condado de Champaign.

## Demografia
Segundo o censo americano de 2000, a sua população era de 1314 habitantes.
Em 2006, foi estimada uma população de 1560, um aumento de 246 (18.7%).

## Geografia
De acordo com o United States Census Bureau tem uma área de
2,0 km², dos quais 2,0 km² cobertos por terra e 0,0 km² cobertos por água.

## Localidades na vizinhança
O diagrama seguinte representa as localidades num raio de 16 km ao redor de Philo.